# فرانسوی فرانسه
فرانسوی فرانسه (فرانسوی: français de France‎) به گونه‌ای از زبان فرانسوی که در فرانسه، آندورا و موناکو که در گونه کاربردی استفاده می‌شود گفته می‌شود.